# 2006년 LG 트윈스 시즌
2006년 LG 트윈스 시즌은 LG 트윈스가 KBO 리그에 참가한 17번째 시즌이며, MBC 청룡 시절까지 합하면 25번째 시즌이다. 이순철 감독이 팀을 이끈 3번째 시즌이었으나 시즌 전 마무리로 낙점된 매니 아이바가 팔꿈치 부상 탓인지 한 경기도 던지지 않고 퇴출되어 역전패를 수두룩하게 당한 데다 개막전 선발투수 최상덕이 허벅지 근육통으로 1이닝 만에 중도강판당하는 등 선발진마저 차례로 부상 때문에 쓰러져 갈피를 잡지 못했으며   마해영 등 타자들도 집중력을 잃은 듯 찬스 때마다 번번이 흐름을 끊어  중도 사퇴해 양승호 감독 대행이 잔여 시즌을 맡았고, 서용빈이 주장을 맡았다. 팀은 8팀 중 정규시즌 최하위에 그쳐 4년 연속으로 포스트시즌 진출이 좌절되었다.

## 타이틀
- 월드 베이스볼 클래식 동메달: 류지현(코치), 조인성, 이병규 (1974년), 박용택
- 도하 아시안 게임 동메달: 조인성, 이병규 (1974년), 우규민
- 제일화재 프로야구대상 프로코치상: 김용달
- 스포츠토토 올해의 코치: 김용달
- 올스타 선발: 조인성 (포수), 이병규 (1974년) (외야수), 마해영 (지명타자)
- 올스타전 추천선수: 심수창, 권용관
- 프로야구 25주년 기념 포지션별 최고 인기스타 베스트10: 이순철 (외야수 2위), 이정훈 (외야수 3위)
- 출장(타자): 박용택 (126)
- 멀티히트: 이병규 (1974년) (46)

### 퓨처스리그
- 북부리그 도루: 강병우 (20)

## 선수단
- 선발투수: 정재복, 최원호, 심수창, 이승호, 베로커, 김회권, 김광삼, 최상덕, 텔레마코
- 구원투수: 카라이어, 김민기, 경헌호, 진필중, 민경수, 김기표, 여승현, 신재웅, 김재현, 장준관, 류택현, 윤동건, 신창호, 서승화, 신윤호, 강상수, 송현우, 장진용
- 마무리투수: 우규민, 박만채
- 포수: 조인성, 최승환, 최승준, 김정민
- 1루수: 안상준, 이병규 (1983년), 서용빈, 박병호
- 2루수: 이종열, 박경수, 박가람, 이시찬
- 유격수: 권용관, 안재만, 김우석
- 3루수: 최길성, 박기남
- 좌익수: 박용택
- 중견수: 이병규 (1974년)
- 우익수: 정의윤, 최만호, 이대형, 오태근, 황선일, 안치용
- 지명타자: 마해영, 이성열, 추승우, 최동수

## 여담
- 김회권은 7월 6일 한화 이글스와의 경기에서 5이닝 무실점을 기록한 와중에 강우 콜드로 게임이 종료되며 개인 통산 첫 완투 겸 완봉을 달성했다. 그러나 스코어가 0대 0이었기 때문에 완봉승을 달성하지는 못했으며, 당시 김회권은 커리어 통산 승이 없었기 때문에 첫 승 기회도 날아갔다. 그는 이후 1승도 올리지 못하여 결국 통산 0승으로 은퇴했다.
- 카라이어는 11홀드로 KBO 리그 역대 외국인 투수 중 단일 시즌 겸 통산 최다 홀드 기록을 세웠다.
- 서용빈은 이 시즌을 끝으로 은퇴하여 KBO 리그 통산 3000타석 미만 타자 중 통산 최다 안타(760)로 은퇴한 타자가 되었다.
- 이 시즌은 KBO 리그 사상 12번째로 규정 이닝 충족 투수 전원이 양수 WAR을 기록한 시즌이다. 이 중 가장 WAR이 낮았던 심수창은 WAR 0.70을 기록했다.
- 강상수는 이 시즌 통산 1000이닝을 채우고 은퇴하여 KBO 리그 월요일 경기 통산 최다패(7) 투수가 되었다.
- 팀은 KBO 리그 구단 중 최초로 미야자키 피닉스 리그에 참가했다.
- 김장준, 홍성용, 김태완은 경찰 야구단 1기로 입대했다.